# グン・ビリク・メルゲン晋王
グン・ビリク・メルゲン晋王（1506年 - 1542年）は、オルドス部・トゥメンの晋王（ジノン）。バルス・ボラト・サイン・アラクの長男で、アルタン・ハーンの兄。

## 生涯
1506年、バルス・ボラト・サイン・アラク晋王の子として生まれる。
1531年、父のバルス・ボラト・サイン・アラク晋王が亡くなったため、翌年（1532年）27歳で晋王（ジノン）位を継ぎ、オルドス・トゥメンを領す。
グン・ビリク・メルゲン晋王は、弟のアルタンとともに、右翼のトゥメンを率いて毎年中国の明やオイラト、モグーリスタン、青海に侵攻し、略奪を行った。
1542年、グン・ビリク・メルゲン晋王は37歳で亡くなり、翌年（1543年）息子のノヤンダラが後を継いで晋王となった。

## 妻子
タンスク大ハトン…トゥメト・トゥメンのハンリン部のアイラン・セゲルの娘
- ノヤンダラ晋王
- バイサングル・ラン太子

エシゲ叔母ハトン…ハルハ・トゥメンのジャライル部のエセン舎人の娘
- オイダルマ・ノモハン・ノヤン

アルタンチュ・サイン・ハトン…トゥメト・トゥメンのチェグト部のホサイ・タブヌンの娘
- ノム・タルニ・フワ太子
- ブヤングリ・ドゥラル・ダイチン
- バジャラ・ウイジェン・ノヤン
- バドマ・サンバワ・セチェン・バートル

アムルジャ・ハトン…ヨンシエブ部のイバライ（イブラヒム）太師の娘
- アムダラ・ダルハン・ノヤン
- オンガラハン・イェルデン・ノヤン

## 参考資料
- 岡田英弘訳注『蒙古源流』（刀水書房、2004年、ISBN 4887082436）
- 宮脇淳子『モンゴルの歴史 遊牧民の誕生からモンゴル国まで』（刀水書房、2002年、ISBN 4887082444）